# Ladislav Čelakovský
Ladislav Josef Čelakovský (ur. 29 listopada 1834 w Pradze, zm. 24 listopada 1902) – czeski botanik, od 1871 profesor Uniwersytetu Karola w Pradze. Opisał czeską florę roślin kwiatowych. Był autorem prac dotyczących filogenezy kwiatu. Jego ojcem był pisarz i poeta František Ladislav Čelakovský.